# Stade Municipal d’Abidjan
Das Stade Municipal d’Abidjan ist ein multifunktionelles Stadion in Abidjan, Elfenbeinküste. Es wird unter anderem für Fußballspiele verwendet und ist das Heimstadion von Stade d’Abidjan in der Ligue 1. Das Stadion hat eine Kapazität von 10.000 Plätzen.